# 波和二
波 和二（なみ かずつぎ、1933年5月19日 - ）は、日本の元実業家。健康食品販売会社エル・アンド・ジー代表取締役会長。高齢者を狙った被害総額1,280億円の詐欺事件「円天事件」を起こし、世間を騒がせた。

## 来歴
三重県尾鷲市出身、実家は薬品問屋で都内の私立大学芸術学部を中退している。
1971年、神奈川にて米国系マルチ商法の会社・APOジャパンを設立し副社長を務めた。仲間にはかつて催眠商法を編み出した島津幸一らがいた。「自動車エンジンの排気ガスを減少させ出力アップを図る」と称する装置を約25万人に販売したが1975年に破綻、1978年に三重県警察に詐欺容疑で逮捕され、実刑判決を受けた。日本初のマルチ商法と言われた同事件は、被害者である高校生の自殺により社会問題化した。
1973年に新会社「ノザック」を設立し、社長に就任。水道水をミネラルウオーターに変えるという触れ込みで「麦飯石」の販売を始めた。1978年に詐欺容疑で逮捕され、再び実刑判決を受けた。
出所後は「億万長者をつくる会」の名称で活動を再開。この会に幹部社員が集まり、1987年にエル・アンド・ジーが設立された。同社は疑似通貨「円天」を発行、「100万円を預ければ3か月ごとに9万円を支払う」として多額の出資金を集めた（詳細はエル・アンド・ジー参照）。2007年11月26日に同社の破産手続開始が決定したのに続き、2008年1月10日には波個人についても破産手続開始決定となった。
一斉捜索から約1年4か月後の2009年2月、組織犯罪処罰法違反（組織的詐欺）で逮捕された。2010年3月18日、東京地裁で懲役18年の実刑判決が下されたが、判決を不服として東京高裁に即日控訴した。2011年2月23日、東京高裁は弁護側の控訴を棄却した。弁護側は判決を不服として最高裁に上告したものの、2012年1月10日付で棄却され実刑が確定した。同事件では波以外にも幹部21人が起訴され、全員が一審で有罪判決を受けている。
逮捕・起訴・実刑判決確定後も、ブログにて毎日のように持論を展開していたが、2012年7月1日をもってブログを休止すると表明した。APOジャパン・麦飯石マルチに続き生涯3度目の実刑判決を受けたが「自分は無罪で、事件は警察・検察によるでっち上げだ」と主張し続け、被害者への謝罪や反省の弁を述べることはなかった。

## 人物
「マルチの元祖」「マルチ界の教祖」と称され、その話術とカリスマ性から心酔する「信者」が多かった。
「愛人が24人いる」と話しており、愛人や六本木のキャバクラでスカウトした20歳前後の女性20人から30人をエル・アンド・ジーで雇用した。高級レストランでの食事からホテルの宿泊までを「フルコース」と称して、彼女たちに1晩30万円を渡していた。
毎週末のようにゴルフを楽しみ、キャディーや無関係の客にも現金を1万円ずつ配るなどして1回のラウンドで100万円使い、ゴルフなどの接待費は2億円から3億円にのぼった。同社の出資者から集めた1,280億円のうち20億円は波が個人的に使用、そのうち約8億円は複数の知人女性に渡し、逮捕時の口座残高は数百万円であった。
芸能界にも人脈をもっており、とりわけ細川たかしとは昵懇の関係であった。細川は波を「おやじ」と呼んで慕い、同社のイベントにも数多く出演、「（波には）たくさん世話になっている」と称賛していた。波も細川について「チップをあげたりゴルフにもよく連れて行く」と語っていた。
同社の配当停止後は出資者から苦情が殺到したが、社内会議にて「自殺したいやつは勝手に死ねばいい」と発言、「手を出す方が悪い」とも述べていた。また、会員に言いたいこととして、自らのブログにて「いつまでも波　和二にお金を返せと言っていても、すでに返済義務は無い事を自覚して下さい」と述べた。